# Nacionalisme asturià

Bandera nacionalista asturiana que empra habitualment el nacionalisme irredemptista.

El Nacionalisme asturià és un moviment de caràcter nacionalista que es dona al Principat d'Astúries, a pesar de no ser un fenomen tan destacat com a Catalunya, Galícia o el País Basc, s'ha deixat notar en la política asturiana, encara que més a un nivell de moviment social que d'element amb una clara representació institucional. Malgrat aquest menor arrelament del nacionalisme, de forma curiosa, Astúries ha viscut diverses etapes de sobirania política, amb l'època del Regne d'Astúries entre els anys 718 i 925, la declaració de sobirania de la Junta General de 1808, i el Consell Sobirà d'Astúries i Lleó de 1937.

"Asturina". Bandera nacionalista asturiana que empra habitualment el nacionalisme d'esquerres.

## Oposició al "covandonguisme"
Una de les característiques del nacionalisme asturià és l'oposició a l'ús que el nacionalisme espanyol fa de la figura de Don Pelayo i la batalla de Covadonga, el "covandonguisme", com Pelayo Rojo indica en un article titulat : Per un nou nacionalisme asturià, de Pelayo Rojo.
| «                                              | El covadonguisme és una ideologia especialment desafortunada que fereix massa sensibilitats. Primer, serveix per a tapar la boca al nacionalisme asturià. A l'identificar la nació asturiana amb una espècie de "Espanya primordial", embrionària, amb un dipòsit d'essències hispanes, s'impedeix tota reivindicació nacionalista que posi l'accent en les diferències lingüístiques, ètniques, o en general, nacionals, dels asturians amb els hispans. […] D'altra banda, és una ideologia molt estretament lligada amb el tradicionalisme més ranci, i que aquest duu amb si, la monarquia (don Pelayo, primer rei d'Astúries, triat pels asturs rebels a l'Islam, seria el primer rei d'Espanya) i l'imperialisme de signe catòlic d'origen visigòtic (el regne asturià va ser el germen d'una reconquesta imperial de l'Espanya perduda a les mans dels musulmans). El covadonguisme, per tant, comporta la nefasta associació de les idees del monarquisme i de tradició catòlica, bel·ligerant amb l'infidel. | » |
| — Pelayo Rojo, Per un nou nacionalisme asturià | |   |

## Diferenciació amb la cultura mediterrània
Astúries, com a zona d'influències culturals celtes, presenta per als nacionalistes asturians diferències significatives amb altres zones d'Espanya més influïdes per una cultua mediterrània. Carlos X. Blanco va opinar sobre això en un article titulat Astúries no és Espanya: Astúries no és Espanya, de Carlos X. Blanco.
| «                                          | Astúries no és Espanya (ni la resta terra conquistada). La nació asturiana viu entre dues aigües, l'atlàntica (o cantàbrica) a la qual pertany de manera natural, i la mediterrània, a la qual pertany de forma coercitiva per la immersió del nostre país en la monarquia castellana, en la mitjana, i en l'estat espanyol, en la moderna. Ens administren des de Madrid, i amb això ens imposen unes estructures de dominació que no són les nostres. L'economia quasi-esclavista del Sud i del Mediterrani no és la nostra, i els interessos productius i comercials del país asturià són fins i tot contradictoris amb els quals prevalen a Espanya. El desenvolupament econòmic asturià podrà no ser pròsper, com el de Madrid, i altres regions llevantines i meridionals, però almenys no es basa (estalvi en petites quotes, lamentables) en l'explotació d'emigrants estrangers. L'esclavisme no anà mai amb el caràcter la nostra gent. El mitjà i el tarannà asturs sempre van anar en contra d'aquesta tendència de l'explotador d'estil mediterrani. | » |
| — Carlos X. Blanco, Astúries no és Espanya | |   |

## La qüestió de l'asturià
L'asturià o bable manca d'oficialitat en la comunitat autònoma asturiana, encara que l'Estatut d'Autonomia li reconeix una especial protecció. Tots els anys solen fer-se concentracions i concerts en favor de l'oficialitat de l'asturià. Els nacionalistes es troben entre els seus més ferris defensors, si bé no són en absolut els únics.
Durant el franquisme, i al contrari que en altres comunitats com Catalunya o el País Basc, on el català i l'euskera van ser reprimits, el que va provocar un despuntament del sentiment nacional, a Astúries la llengua local va ser ridiculitzada, el que va tenir com a conseqüència que la població tendís a oblidar-la i deixar d'utilitzar-la, al considerar-se socialment "poc cult" a qui parlés en asturià. Avui s'estima que el parlen 100.000 com primera llengua i 450.000 com segona.

## Història
El nacionalisme asturià sorgeix durant la Transició. El Conceyu Nacionalista Astur, fundat el 1976, seria el primer partit nacionalista a Astúries. En la dècada de 1980, amb la promulgació de l'Estatut d'Autonomia d'Astúries, sorgeixen diversos partits nacionalistes de diverses tendències ideològiques com el Conceyu Independiente d'Asturies, Ensame Nacionalista Astur o Partíu Asturianista.
A les eleccions asturianes de 1991, la Unidá Nacionalista Asturiana i el Partíu Asturianista arribaren a un acord per a presentar una candidatura conjunta sota el nom de Coalició Asturiana. La llista de CA obté un escó, que ocuparia Xuan Xosé Sánchez Vicente (PAS). A les eleccions de 1995 el PAS aconsegueix un diputat en solitari, repetint Xuan Xosé Sánchez Vicente. En les eleccions de 2003, Bloque por Asturies es va presentar en coalició amb Izquierda Unida, assolint fomar part del govern al costat de la FSA-PSOE. En els primers mesos de 2007, Andecha Astur i Izquierda Asturiana, al costat de Los Verdes-Grupu Verde, anuncien una coalició de cara a les eleccions autonòmiques i municipals de maig d'aquest any, sota el nom d'Unidá.

## Partits i organitzacions nacionalistes
- Unidá/Izquierda Asturiana
- Bloque por Asturies
- Andecha Astur
- Partíu Asturianista
- Andecha Obrera

## Joventuts
- Darréu (Andecha Astur)
- EMIR (Unidá)
- Xuventú Asturianista (PAS)

## Sindicats asturianistes
- Frenti Estudiantil (Estudiants)
- SUATEA (Ensenyament)
- Corriente Sindical de Izquierda (Obrers)